# 콜린소웨르미스
콜린소웨르미스(학명: Collinsovermis monstruosus 콜린소웨르미스 몬스트루오수스[*])는 캐나다 브리티시 컬럼비아의 캄브리아기 중기에 해당하는 버지스 셰일에서 발견된, 엽족동물에 속하는 멸종한 범절지동물 가운데 하나이다. 단계통으로 콜린소웨르미스속의 유일한 종이다. 1983년 최초 발견 후에 데스먼드 H. 콜린스(Desmond H. Collins)가 독특한 동물로 대중화시켰으며, 이후 특이하게 갑주를 왕창 두른 몸으로 인해 '콜린스의 괴물'로 불리게 되었다. 공식적인 과학 묘사와 이름이 2020년에 붙었다. 이와 비슷한 엽족류가 에뮤 베이 셰일에서 발견되었지만, 여전히 명명되지 않았다.

## 발견사
콜린소웨르미스는 1983년 캐나다 브리티시 컬럼비아주의 요호 왕립국립공원에 있는 스티븐산 탐험대 가운데 있던 온타리오 왕립박물관 소속의 데스먼드 H. 콜린스 무척추동물 고생물학 부문 학예사가 발견한 것이다. 약 5억 9천만 년에서 5억 5천만 년 전 사이 우리우절(Wuliuan)이라 불리는 캄브리아기 중기에 속하는 버지스 셰일에서 발견되었다. 1985년 콜린스는 이 발견을 미국 지질학회 앞에서 발표했고, 이듬해 인기 잡지 '로툰다'(Rotunda)에 《재검토된 파라다이스》라는 칼럼을 게재했다. 과학 명명법과 체계적인 설명을 피한 그는 이를 '털이 많은 다리를 가진 가시투성이 동물'이라고 불렀다.

### 명명
1991년, 이탈리아의 고생물학자인 라우라 델레 카베(Laura Delle Cave와 알베르토 마리오 시모네타(Alberto Mario Simonetta)는 콜린스가 촬영한 사진을 바탕으로 한 초록 논문을 게재했으며 이 동물에게 '콜린스의 괴물'(Collins' monster)이라는 별칭을 붙여주었다. 완전한 분류 논문 및 학명은 2020년 장-베르나르 카론(Jean-Bernard Caron. 온타리오 왕립박물관 및 토론토 대학교 소속)과 세드릭 아리아( Cédric Aria. 난징 지질고생물연구소, 중국 과학 아카데미 소속)가 학술지 『Palaeontology』에 게재했다. 학명 Collinovermis monstrosus는 문자 그대로 콜린스의 지렁이 괴물을 의미한다. 엽족류의 특이한 구성원으로서 과학자들은 이를 위해 새로운 과인 콜린소웨르미스과(Collinovermidae)를 만들기도 했다.

## 특징

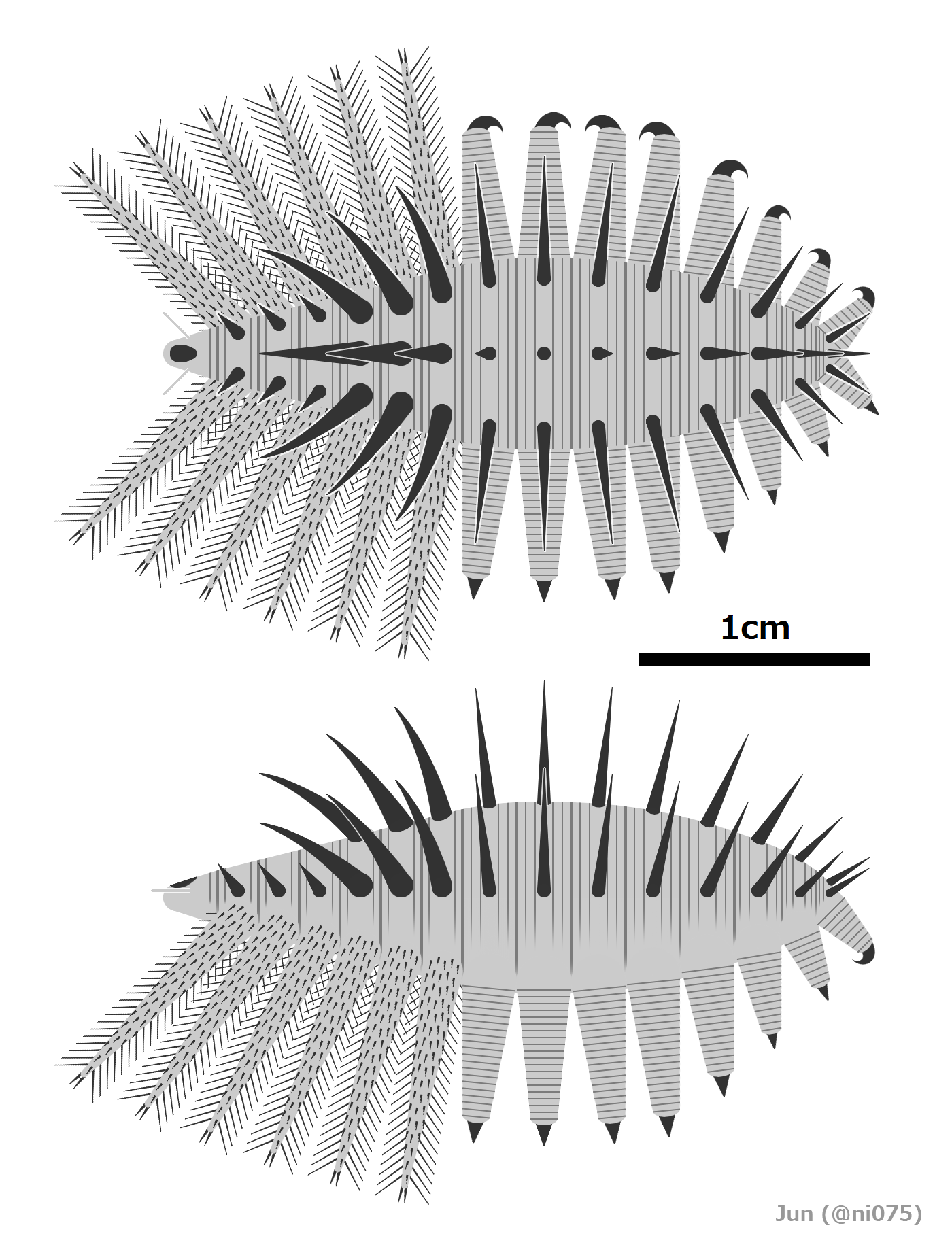
모식도

콜린소웨르미스는 길이가 약 3cm인 작은 지렁이 모양의 부드러운 몸을 가진 동물로, 여러 쌍의 엽족이라 불리는 다리를 가지고 있다. 이 동물은 다른 엽족류와 달리 14쌍의 엽족을 가지고 있으며, 몸통에 밀착되어 있다. 몸통 앞부분의 여섯 쌍은 뒷부분 또는 보통의 엽족보다 훨씬 길다는 점에서 특이하며, V자 모양의 줄무늬로 배열된 약 20쌍의 미세 곡선의 작은 가시가 붙어 있다. 또한 이 다리는 미세한 센털로 덮여 있으며, 끝에는 발톱이 달린다. 몸통 뒷부분에 있는 여덟 개의 엽족은 튼튼하고 매끄럽으며, 각각 끝이 구부러진 발톱을 가지고 있다. 등에는 각 엽족 쌍(각 체절)과 일치하는 가시 쌍이 있으며, 이는 방어용으로 사용되었을 가능성이 크다. 가시는 몸의 중간 부분에서 더 크고 양쪽 끝으로 갈수록 가늘어진다.
체형은 1989년 중국에서 발견된 Luolishania longicruris와 유사한데, 뤄리사니아의 경우 몸통 뒷부분에 있는 엽족의 크기가 작지만 갯수가 더 많다. 머리는 둥글고 작고 경판(외골격)으로 덮여 있으며 앞에는 입이 있다. 이러한 체외 경판은 L. longicrus에도 존재하지만 2015년 중국에서 발굴된 콜린시움(털 난 콜린스의 괴물로 알려짐) 및 아키노크리쿠스 (1988년 미국 유타주에서 발견) 같은 근연의 기타 뤄리사니아과 엽족류에서는 발견되지 않는다.. 머리에는 한 쌍의 더듬이 같이 생긴 돌출부가 있기도 하다. 특징상 아키노크리쿠스와 가장 근연인 것으로 여겨지며, 두 종간의 주요 차이점으로는 큰 몸집(최대 몸길이 10cm), 다섯 쌍의 몸통 앞부분 다리, 경판의 부재 및 여러 줄의 가시 등이 있다.

## 생태
다른 뤄리사니아과 엽족류와는 달리, 기질에 몸을 고정하기 위해 몸통 뒷부분에 달린 다리들을 사용하며, 작은 먹이입자를 붙잡기 위해 여러 가시가 달린 몸통 앞부분의 다리들을 사용하는 고착성 현탁섭식자로 여겨진다.